# Маммапринт
МаммаПринт (англ. MammaPrint) — это диагностический тест, предназначенный для оценки риска рецидива рака молочной железы или появления метастазов в течение 10 лет после удаления первичной опухоли. Данный тест позволяет врачам принять решение относительно необходимости химиотерапии в качестве дополнительного лечения. МаммаПринт разработан голландской компанией Аджендия, и этот тест разрешён к использованию в США Управлением по контролю качества пищевых продуктов и лекарственных средств (FDA) в феврале 2007 года. FDA рекомендует проводить тестирование у пациенток в возрасте до 61 года, без метастазов в лимфатические узлы, при размере опухоли менее 5 см, независимо от гормонального статуса опухоли.
В основе теста лежат данные, полученные в Центре исследования рака (The Netherlands Cancer Institute) в Амстердаме, свидетельствующие о возможности прогнозировать вероятность метастазирования по анализу  экспрессии 70 генов при раке молочной железы ранних стадий. Тест проводится на свежей опухолевой ткани при помощи ДНК-микрочипа. Результаты тестирования оцениваются по дихотомному принципу: пациентов относят к группам низкого или высокого риска рецидива заболевания, без группы умеренного риска.